# Artlenburg
Artlenburg là một đô thị của huyện Lüneburg, bang Niedersachsen, Đức. Đô thị này có diện tích 11,85 km². Artlenburg có dân số 1.749 người (thời điểm 31/12/2020).